# Chamaeleo fuelleborni
Chamaeleo fuelleborni är en ödleart som beskrevs av  Gustav Tornier 1900. Chamaeleo fuelleborni ingår i släktet Chamaeleo och familjen kameleonter. Inga underarter finns listade i Catalogue of Life.